# Chris Ekpenyong
Christopher Stephen Obong Ekpenyong (Listen)ⓘ (Listen)ⓘ (Obot Akara, 29 de septiembre de 1954) es un político nigeriano y ex vicegobernador del estado de Akwa Ibom. Fue elegido para el Senado de Nigeria en 2019 para representar al distrito senatorial del noroeste de Akwa Ibom.

## Vida personal
El 19 de agosto de 2019, perdió a su esposa, Grace Ekpenyong.

## Educación
En 1960, asistió a la escuela primaria St. Patrick's en Ikot Ukana antes de irse a la escuela primaria St. Michael's, en Rumuomasi, Port Harcourt, donde obtuvo su First School Leaving Certificate (FSLC). En 1970, asistió al Colegio Técnico del Gobierno, en Port Harcourt y en 1975, asistió al Colegio Técnico del Gobierno Federal, en Yaba. En 1977 cursó el Politécnico Federal, en Bida y obtuvo el Diploma Nacional Ordinario en Ingeniería Eléctrica/Electrónica. En 1980, Ekpenyong asistió al Politécnico de Calabar para obtener un Diploma Nacional Superior en Ingeniería Eléctrica y Electrónica y se graduó en 1982.
En 1993, asistió a la Universidad de Kensington, Honolulu, Hawái, Estados Unidos y obtuvo una Maestría en Administración de Empresas (Marketing) en 1995. Obtuvo su Doctorado en Filosofía en la misma institución.

## Carrera política
Ekpenyong fue vicegobernador durante el mandato del gobernador Victor Attah desde 1999 hasta 2005.
En 2005, hizo historia en Nigeria: fue destituido como vicegobernador del estado de Akwa Ibom, pero lo devolvieron apresuradamente a ese cargo en menos de siete días. Los miembros de la asamblea estatal revocaron el juicio político tras la intervención del entonces presidente Olusegun Obasanjo, aunque Ekpenyong se vio obligado a dimitir posteriormente.
En 2019, fue elegido senador en representación del distrito senatorial del noroeste de Akwa Ibom bajo la plataforma del Partido Democrático de los Pueblos, superando a su rival más cercano, el titular, Godswill Akpabio, del Congreso All Progressive. Recibió 118.215 votos contra 83.158 de Godswill Akpabio. Fue declarado ganador por el oficial electoral Peter Ogban de la Comisión Electoral Nacional Independiente (INEC).
El 9 de noviembre de 2019; el tribunal de apelación de Calabar, estado de Cross Rivers, ordenó la repetición de las elecciones senatoriales en el área de gobierno local de Essien Udim en el estado de Akwa Ibom.
Para las elecciones del Distrito Senatorial Noroeste de Akwa Ibom, el candidato del PPD, Ekpenyong, obtuvo 134.717 votos para vencer al exsenador Godswill Akpabio, quien obtuvo 83.820 votos, según el resultado publicado el domingo por la mañana por el INEC.